# 벤티야역
벤티야역(스페인어: Ventilla)은 마드리드 지하철 9호선의 역이다. 마드리드 테투안 구 알메나라 지역의 아스투리아스 대로에 위치해 있다. 요금구역 상으로는 A구역에 속한다.

## 역사
1983년 6월 3일 9호선의 첫 북쪽 구간 개통과 함께 문을 열었다. 지선 구간에 속했기 때문에 '9b호선'이라 불렸지만 1986년 2월 24일부터 9호선 본선에 속하게 되었다.

## 환승 정보
역 주변에 시내버스 정류장이 네 곳 있다.
버스
- 시내버스
  - 42, 177번 노선 (주간)
  - N23번 노선 (야간)

지하철
| 마드리드 지하철                 | 마드리드 지하철       | 마드리드 지하철                     |
| ------------------------------- | --------------------- | ----------------------------------- |
| 바리오 델 필라르 파코 데 루시아 | 마드리드 지하철 9호선 | 플라사 데 카스티야 아르간다 델 레이 |